# Urogomfy

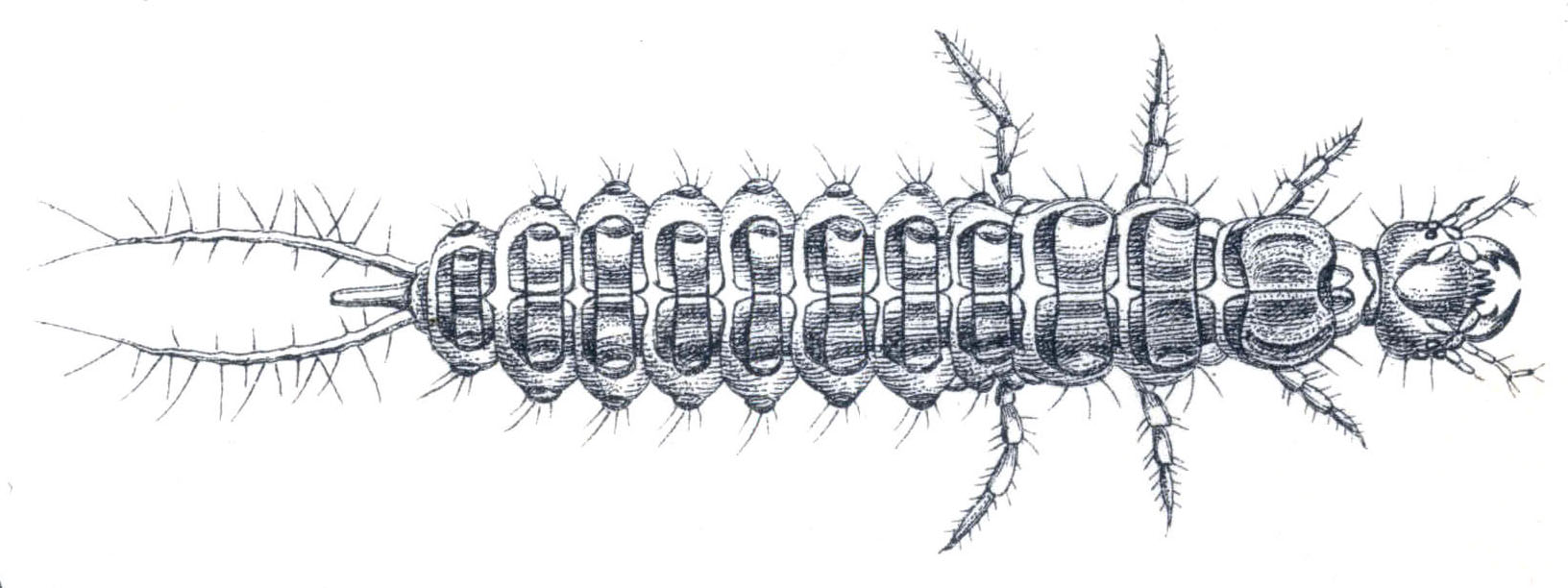
Larwa lesza truskawczaka (Nebria brevicollis). Urogomfy widoczne jako długie wyrostki na końcu odwłoka (lewa strona rysunku)

Urogomfy (łac. urogomphi, l. poj. urogomphus) – parzyste wyrostki na odwłoku larw niektórych chrząszczy.
Urogomfy są wyrostkami kutykularnymi tergitu dziewiątego segmentu odwłoka. Mogą się zginać lub być ruchome. Mogą być krótkie i kolcowate lub wielokrotnie stawowo złożone.
Pozornie przypominają, jednak nie są homologiczne z: styli, cerci, pseudocerci, czy corniculi.